# Worminghall
Worminghall – wieś w Anglii, w hrabstwie Buckinghamshire, w dystrykcie (unitary authority) Buckinghamshire. Leży 72 km na północny zachód od centrum Londynu. W 2001 miejscowość liczyła 555 mieszkańców.